# Takeo Harada
Takeo Harada (Saga, 2 oktober 1971) is een voormalig Japans voetballer.

## Carrière
Takeo Harada speelde tussen 1994 en 2010 voor Yokohama Flügels, Cerezo Osaka, Kawasaki Frontale, Oita Trinita, Avispa Fukuoka en V-Varen Nagasaki.